# 西卡雷 CH-2
Cicaré CH-2是一款由奧古斯托·西卡雷於1960年代早期開發的直升機。

## 設計
H-2是一架雙座單引擎直升機，其機身和尾梁由鋼製成。主旋翼帶有三葉片，與尾旋翼的傳動是透過軸進行的。主傳動採用皮帶傳動。